# Villa Pasquali da Cepparello
Villa Pasquali da Cepparello è un edificio storico che si trova nel comune di Scandicci, in via di Triozzi.

## Storia
La villa fa parte di un complesso di edifici: la torre era già esistente nel Trecento, quando erano proprietari i Bertucci, da cui deriva il nome  palazzo delle Bertucce.
Nella prima metà del XV secolo la villa passò di proprietà ai Serragli, i quali la rivendettero nel 1498 agli Uguccioni.
Nel 1534 fu venduta ad Alessandro di Andrea Pasquali, celebre medico fiorentino archiatra del duca Alessandro de' Medici e del duca Cosimo I.
Nell'Ottocento, all'estinzione della famiglia Pasquali, passò in eredità prima al ramo dei Capponi Pasquali e poi ai Pasquali Da Cepparello.
La villa possiede una cappella dedicata ai Ss. Cosma e Damiano.